# 栃木県立足利女子高等学校
栃木県立足利女子高等学校（とちぎけんりつ あしかがじょしこうとうがっこう）は栃木県足利市有楽町に所在する県立の女子高等学校。
略称「足女」（あしじょ）。
栃木県の「第二期県立高等学校再編計画」に基づき、2022年度（令和4年度）に男子校の（旧）栃木県立足利高等学校と女子校の（旧）栃木県立足利女子高等学校を統合し、男女共学の栃木県立足利高等学校が開校することになった（2022年4月1日開校）。

## 概要
歴史
1909年（明治42年）に「足利高等女学校」として創立。1948年（昭和23年）の学制改革により新制高等学校となる。2014年（平成26年）には創立105周年を迎えた。
学区
かつては安足学区（足利市・佐野市）に属しており、県内他学区からは定員の25%まで入学が認められていた。学区制度は2014年度入試（2015年度入学生）より廃止された。
校章
足利市の木であるカエデの葉を背景にして、「足」の文字が入った鏡の絵（足利市章と同じ）と「女」の文字を組み合わせたものとなっていた。意匠デザインは、同じ足利出身の洋画家川島理一郎に師事した黒磯町（現 那須塩原市）出身の洋画家の吉田雖一（吉田福一）によるものである。
校歌
作詞は杉田勝太郎、作曲は下総皖一。

## 沿革
- 1909年（明治42年）
  - 3月8日 - 「足利郡立足利高等女学校」の設立が認可される[2]。
  - 4月1日 - 開校
- 1923年（大正12年）4月1日 - 県立移管により、「栃木県立足利高等女学校」と改称。
- 1943年（昭和18年）4月1日 - 中等学校令の施行により、この時の入学生から修業年限が4年となる。
- 1946年（昭和21年）4月1日 - 修業年限が5年となる（ただし4年修了時点で卒業することもできた）。
- 1947年（昭和22年）4月1日 - 学制改革（六・三制の実施）が行われる。
  - 高等女学校としての生徒募集を停止。
  - 新制中学校を併設し（栃木県立高等女学校併設中学校、以下・併設中学校）、高等女学校1・2年修了者を新制中学校2・3年生として収容。
  - 併設中学校は経過措置としてあくまで暫定的に設置されたもので、新たに生徒募集は行われず、在校生が2・3年生のみの中学校であった。
  - 高等女学校3・4年修了者はそのまま高等女学校4・5年生として在籍（ただし4年修了時点で卒業することもできた）。
- 1948年（昭和23年）4月1日 - 学制改革（六・三・三制の実施）により足利高等女学校が廃止され、新制高等学校「栃木県足利女子高等学校」が発足。
  - 高等女学校卒業者（5年修了者）を新制高校3年生、高等女学校4年修了者を新制高校2年生、併設中学校卒業者（3年修了者）を新制高校1年生として収容。
  - 併設中学校を継承し（名称:栃木県足利女子高等学校併設中学校）、在校生が1946年（昭和21年）に高等女学校へ最後に入学した3年生のみとなる。
- 1949年（昭和24年）3月31日 - 併設中学校を廃止。
- 1951年（昭和26年）4月1日 - 「栃木県立足利女子高等学校」（現校名）と改称（県の後に「立」が付される）。
- 1969年（昭和44年）4月1日 - 葉鹿町に昼間二部制の定時制「西分校」を設置。
- 1972年（昭和47年）4月1日 - 西分校が分離し、栃木県立足利西高等学校[3]として独立。
- 2022年（令和4年）4月 - 栃木県立足利高等学校と統合（栃木県立足利高等学校と名称変更）[4][5]。

## 学校行事
- 4月 - 入学式、生徒会・部活動説明会
- 5月 - 創立記念日、創立記念行事、生徒総会
- 6月 - 球技大会
- 7月 - 生徒会役員選挙、合唱コンクール、星雅祭、学校キャンプ
- 8月 - 校内水泳大会、1日体験学習
- 9月 - 体育祭/学校祭
- 10月 - 修学旅行
- 11月 - 芸術鑑賞会
- 12月 - 激励会、スキー・スノーボード教室
- 1月 - 百人一首大会
- 2月 - 推薦入試
- 3月 - 卒業式

## 部活動
運動部
- バレーボール部
- バスケットボール部
- ソフトボール部
- バドミントン部
- 卓球部
- ソフトテニス部
- テニス部
- 剣道部
- 弓道部
- ダンス部
- 水泳部
- 陸上部

文化部
- 管弦楽部
- 合唱部
- 演劇部
- 写真部
- 文芸部
- 化学部
- 生物部
- コミックイラスト部（CIC）
- 美術部
- 書道部
- 歴史研究部
- 家庭部
- 軽音楽部
- 華道部
- 茶道部
- 英語研究部

## 著名な出身者
- 有沢正子 - 女優
- 東村里恵子 - 政治家
- 青山みゆき - 詩人
- 飯野晃子 - 実業家
- 襟川クロ - 映画パーソナリティ

## 著名な関係者
- 岩原篤男 - 吹奏楽指導者

## 交通
最寄りの鉄道駅
- JR東日本 両毛線 「足利駅」
- 東武鉄道 伊勢崎線 「足利市駅」

最寄りのバス停
- 足利市生活路線バス 「女子校前」バス停

最寄りの国道・県道
- 国道293号「女子高校前」

## 周辺
- 足利市総合運動場
- 足利市民会館
- 栃木県立足利図書館
- 足利有楽町郵便局

## 学校統合
栃木県の「第二期県立高等学校再編計画」に基づき、2022年度（令和4年度）に男子校の（旧）栃木県立足利高等学校と女子校の（旧）栃木県立足利女子高等学校を統合し、単位制の男女共学の高等学校として栃木県立足利高等学校が開校することになった（2022年4月1日開校）。統合時の協議で創立起源は創立年の早い足利女子高校が創立された1909年（明治42年）、創立記念日も足利女子高校の創立記念日の5月3日とされた。
なお、校地及び校舎は、統合時は（旧）栃木県立足利高等学校の校地を使用するが、（旧）栃木県立足利女子高等学校の校地及び足利市民会館の敷地に新校舎を整備して移転することになっている。